# Jean-Louis Barrault
Pour les articles homonymes, voir Barrault et Jean-Louis Barrault (homonymie).
Jean-Louis Barrault, né le 8 septembre 1910 au Vésinet et mort le 22 janvier 1994 à Paris 16e, est un comédien, metteur en scène et directeur de théâtre français.

## Biographie

### Jeunesse
Jean-Louis Barrault est le fils du pharmacien Jules Barrault (1876-1918) et de Marcelle Hélène Valette (1884-1939). Ancien élève du Lycée Chaptal et de l'École du Louvre, il est d'abord élève de Charles Dullin et acteur de sa troupe de 1933 à 1935. À vingt-cinq ans, sa rencontre avec Étienne Decroux le pousse à se passionner pour le mime.
Il se fait remarquer dès 1929 en exposant au Salon des humoristes une peinture nommée Poupée réaliste.

### Carrière

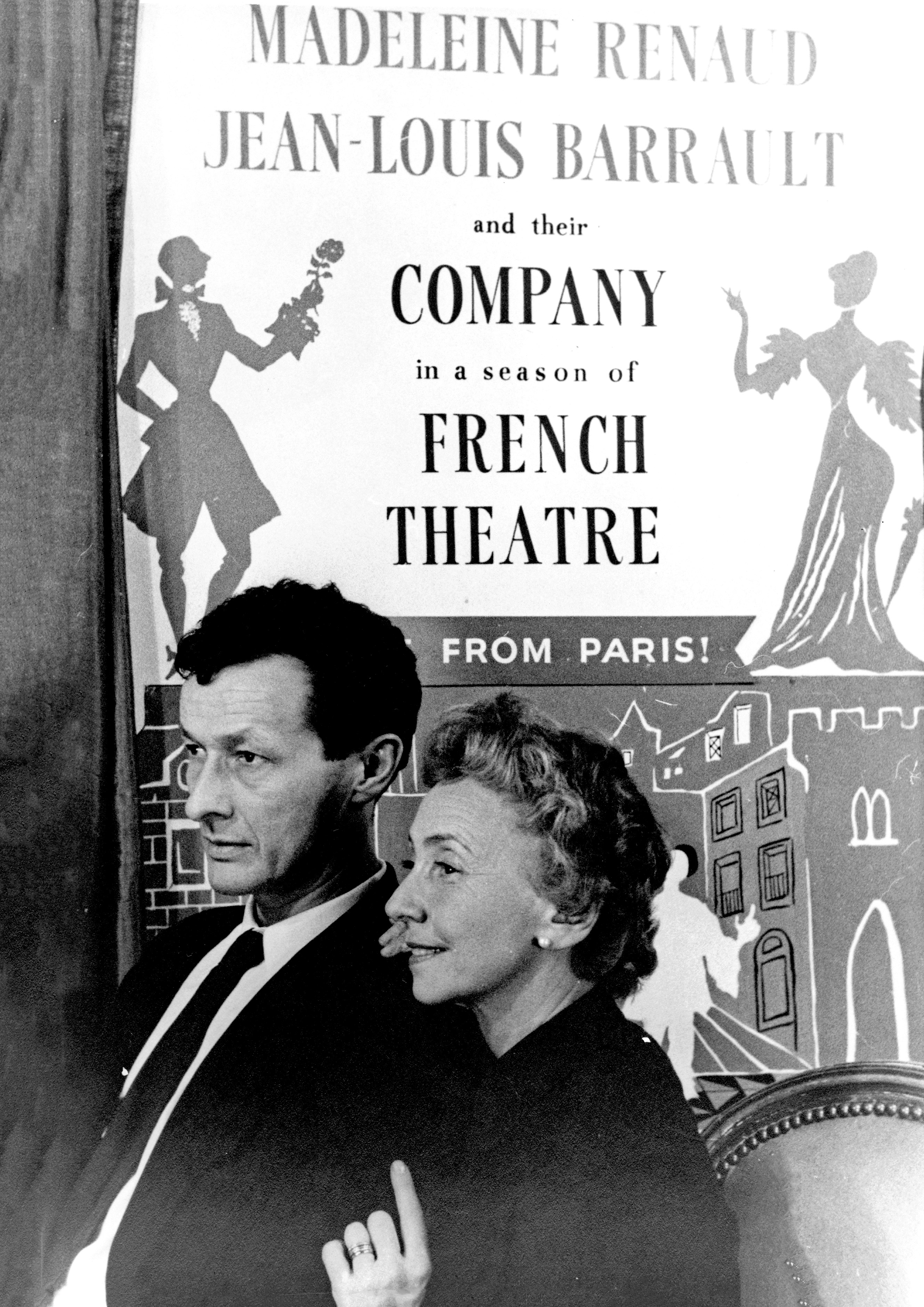
Jean-Louis Barrault et Madeleine Renaud en 1952.

#### Théâtre

##### Grenier des Augustins
À partir de l'été 1935, Barrault anime le « Grenier des Augustins », studio et troupe expérimentale qui travaille dans le grenier du bâtiment sis au numéro 7 de la rue des Grands Augustins, près des quais de la Seine dans le quartier de Saint Germain des Prés. Ce bâtiment du XVIIe siècle avait été l'hôtel particulier de la maison de Savoie, fut ensuite subdivisé, tomba en décrépitude, et hébergeait depuis le XIXe siècle des ateliers d'artistes. Balzac y situa l’atelier du peintre de sa nouvelle Le Chef-d’œuvre inconnu, et Pablo Picasso y installa son atelier de 1937 à la fin de la Seconde Guerre mondiale, et c'est là qu'il produisit son célèbre tableau Guernica. Barrault y vécut de 1935 à 1936.
Au temps de Barrault, le numéro 7 abritait au rez-de-chaussée une salle syndicale, au 1er étage un atelier de tissage, et au grenier (troisième étage) un studio d'artistes. Le grenier avait été loué par Jean-Louis Barrault, qui avait transformé ses trois grandes salles en une salle de théâtre, une salle d'habitation commune, et un modeste studio pour lui-même. La salle principale était vaste, mesurant 12 mètres de long sur 8 de large, avec un haut plafond traversé par d'anciennes poutres en bois. Picasso dira plus tard que cette salle lui rappelait un navire, avec des passerelles, une cale et une quille - une référence aux poutres anciennes qui en composaient la charpente. Barrault y hébergea en 1932 le Groupe Octobre de Jacques Prévert, et depuis ce temps, la grande salle servait à des représentations artistiques, dans une atmosphère assez bohème, comme l'a rapporté Prévert: « On montait des spectacles, et un tas de gens venaient. Aussi bien des gens qui faisaient du théâtre que d’autres… qui ne foutaient pas grand-chose. Et quelqu’un venait lire une pièce, ou des choses de ce genre… C’était un endroit très agréable et Barrault en a gardé davantage même que le souvenir, par exemple ». S’y tinrent aussi en 1936 plusieurs réunions du mouvement « Contre-attaque » dirigé par Georges Bataille avec André Breton, dont une cérémonie pour commémorer la décollation de Louis XVI,.
À côté de la grande salle, le « dortoir », une longue salle mince mesurant 14 × 4 mètres, hébergeait des artistes de passage, notamment du groupe Octobre, qui y dormaient, mangeaient et travaillaient dans une atmosphère bohème. Enfin, la troisième pièce, mesurant 8 × 4 mètres, était le studio privé de Barrault.

##### Autres projets
Barrault entre à la Comédie-Française en 1940 et en devient le 408e sociétaire le 1er janvier 1943. Il y met en scène Le Soulier de satin et Phèdre, deux pièces qui assurent sa célébrité. Il démissionne le 31 août 1946.
Durant l'Occupation, on retrouve Barrault parmi les vedettes régulièrement invitées à l'antenne de la chaîne de télévision allemande Fernsehsender Paris, jusqu'à la libération de la capitale.
En 1946, il fonde avec sa femme Madeleine Renaud la Compagnie Renaud-Barrault et s'installe pour dix ans au Théâtre Marigny. Ils engagent André Brunot, Pierre Bertin, Catherine Fonteney, Georges Le Roy, Jean Desailly, Jacques Dacqmine, qui viennent de la Comédie-Française, ainsi que Marie-Hélène Dasté, Régis Outin, Pierre Renoir, Simone Valère, Jacqueline Bouvier-Pagnol, Gabriel Cattand, Jean-Pierre Granval, et les musiciens Pierre Boulez et Maurice Jarre. En 1954, il emménage dans le théâtre le Petit Marigny.
Avec André Frank, il crée en 1953 la revue les Cahiers Renaud Barrault, publiés aux Éditions Julliard, puis chez Gallimard.
En 1958, il fonde le « Nouveau Cartel » avec André Barsacq, Jean Mercure et Raymond Rouleau.
En 1959, il se voit confier par le ministre des Affaires culturelles, André Malraux, le théâtre de l'Odéon, qui devient L'Odéon-Théâtre de France, et dont il est le directeur. Jean-Louis Barrault y manifeste un éclectisme qui pourra lui être reproché : il monte les grandes œuvres du répertoire classique (Racine, Shakespeare), mais crée aussi des pièces contemporaines : Rhinocéros de Eugène Ionesco en 1960, Oh les beaux jours de Samuel Beckett en 1963 , Des journées entières dans les arbres de Marguerite Duras en 1965, Les Paravents de Jean Genet en 1966 (Cette pièce, créée peu après fin de la guerre d'Algérie, fait scandale et est violemment perturbée chaque soir par des militants d'extrême-droite. À l'Assemblée nationale, André Malraux, Ministre d'État chargé des affaires culturelles, prononce un discours pour s'opposer à l'interdiction de la pièce). Jean-Louis Barrault continue aussi à populariser le théâtre de Paul Claudel.
Durant Mai 68, il ouvre le théâtre de l'Odéon aux étudiants, qui l'occupent pendant plus d'un mois. André Malraux ne le lui pardonne pas, et Barrault est contraint à la démission. Avec sa femme, la comédienne Madeleine Renaud, il a aussi affaire aux critiques de certains manifestants sur leur conception du théâtre, qui leur conseillent de « trouver des places à l'hospice »,. 

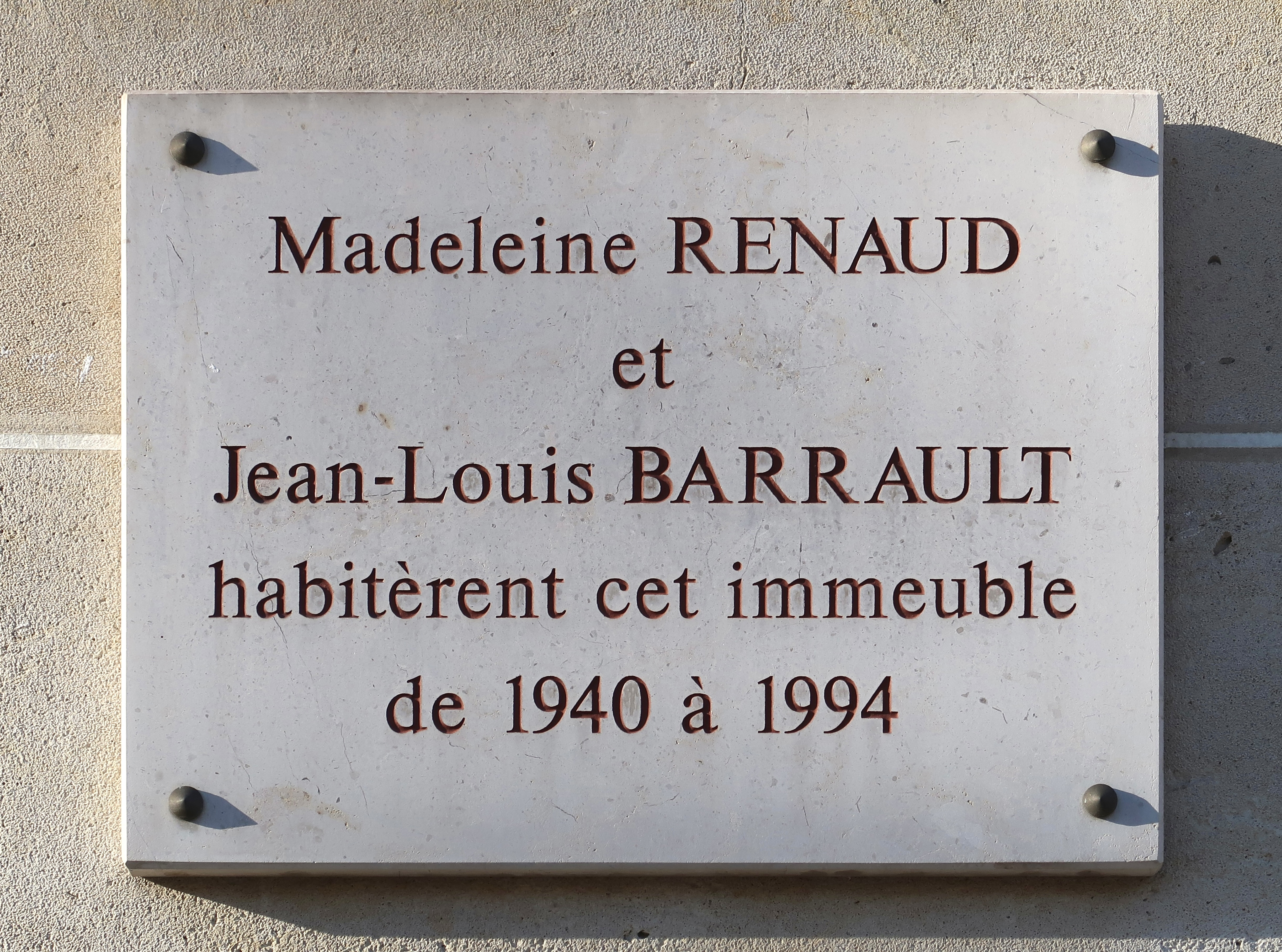
Plaque au 18, avenue du Président-Wilson (Paris).

Il installe ensuite sa compagnie dans une salle de catch, l'Élysée Montmartre, puis dans la gare d'Orsay, qu'il aménage en théâtre d'Orsay et présente dans Italiques, et enfin au théâtre du Rond-Point. Jean-Louis Barrault y signe des créations originales à partir de sa lecture des grands auteurs (Rabelais, Ainsi parlait Zarathoustra, Zadig).
En février 1978, il fait partie des membres fondateurs du Comité des intellectuels pour l'Europe des libertés.
En 1988, il incarne à nouveau Berlioz dans Lélio ou le retour à la vie, deuxième partie de La symphonie fantastique, enregistré sous la direction de Pierre Boulez.

#### Cinéma

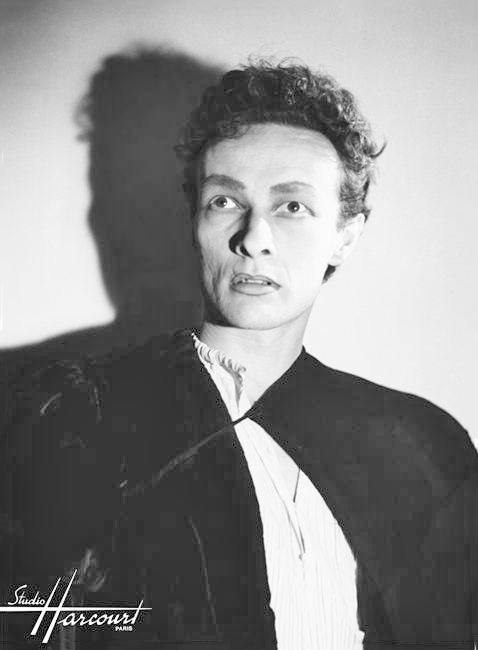
Jean-Louis Barrault en 1943 studio Harcourt à l'époque du film Les Enfants du paradis.

Jean-Louis Barrault a été aussi un très grand acteur de cinéma.
Dans Drôle de drame de Marcel Carné (1937), il joue le rôle de William Kramps, tueur de bouchers.
Il incarne Hector Berlioz en 1942 dans La Symphonie fantastique de Christian-Jaque.
Dans Les Enfants du paradis de Marcel Carné (1944), son interprétation inoubliable de Baptiste-Deburau, popularise son génie du mime.
Il joue le double rôle du docteur et d'Opale en 1961 dans Le Testament du docteur Cordelier de Jean Renoir.
En 1964, Jean-Louis Barrault joue le rôle de M. Douve, employé de mairie dans La Cité de l'Indicible Peur de Jean-Pierre Mocky d'après le roman de Jean Ray. Son personnage s'avère porter un autre rôle sous-jacent d'importance, ce qui démultiplie l'intérêt et la réussite du jeu de Jean-Louis Barrault, dans sa justesse et sa pertinence.

### Vie privée
Jean-Louis Barrault épouse Madeleine Renaud le 4 septembre 1940 et s'installe avec elle, de 1940 à 1994, au 18 avenue du Président-Wilson (16e arrondissement de Paris). Une plaque leur rend hommage. Ils sont inhumés ensemble au cimetière de Passy (division 3) à Paris.
Il est l'oncle de Marie-Christine Barrault.

## Conception du théâtre
Jean-Louis Barrault s'est toujours résolument installé dans le présent. Le théâtre est pour lui un art total, proche de la vie, qui fait au spectateur le cadeau de ces instants à saisir, dans l'immédiateté de l'émotion. La vie s'exprime d'abord par le langage du corps, qu'il a découvert grâce au mime ; Barrault se veut le disciple d'Antonin Artaud.
Cohérent avec cette philosophie, il a bien voulu rejoindre le Comité d'honneur du Festival Mimos, composé de Marcel Marceau, Jacques Lecoq, Ferruccio Soleri, Bob Wilson, Kazuo Ohno, pendant quelques années Maguy Marin puis Josef Nadj. La réunion de ces personnalités exceptionnelles, très différentes l'une de l'autre, montrait que le mime avait atteint les sommets de créativité.

## Théâtre: comédien
Théâtre de l'Atelier
- 1931 : Volpone de Benjamin Jonson, mise en scène Charles Dullin, un domestique
- 1931 : Tsar Lénine de François Porché, mise en scène Charles Dullin,
- 1931 : La Vie primitive d'Étienne Decroux
- 1932 : L'Ombre de Simone-Camille Sans, mise en scène Charles Dullin
- 1932 : La Comédie du bonheur de Nicolas Evreinoff, mise en scène Charles Dullin
- 1932 : Volpone de Jules Romains, mise en scène Charles Dullin
- 1933 : Richard III de William Shakespeare, mise en scène Charles Dullin
- 1934 : Les Coqs de Jacques Klein, mise en scène André Barsacq : Vagenère
- 1934 : Comme il vous plaira de William Shakespeare, mise en scène Jacques Copeau
- 1934 : Le Coup de Trafalgar de Roger Vitrac, création dans une mise en scène de Marcel Herrand au Théâtre de l'Atelier, dans le rôle de Simon Dujardin
- 1935 : Le Médecin de son Honneur de Pedro Calderón de la Barca, mise en scène Charles Dullin
- 1935 : Autour d'une mère d'après William Faulkner : Jewel-le bâtard
- 1936 : Un homme comme les autres d'Armand Salacrou, mise en scène Paulette Pax, théâtre de l'Œuvre
- 1937 : Numance de Cervantes, théâtre Antoine : Morando, Le magicien, Le fleuve Duero
- 1938 : La terre est ronde d'Armand Salacrou, théâtre de l'Atelier
- 1938 : Le Misanthrope  de Molière, mise en scène Sylvain Itkine, théâtre des Ambassadeurs : Alceste
- 1939 : La Faim d'après Knut Hamsun, théâtre de l'Atelier : Tangen
- 1939 : Hamlet ou Les suites de la piété filiale de Jules Laforgue, mise en scène Charles Granval, théâtre de l'Atelier : Hamlet

Comédie-Française
- 1940 : Le Misanthrope de Molière, mise en scène Jacques Copeau : un garde
- 1940 : Cyrano de Bergerac d'Edmond Rostand, mise en scène Pierre Dux : d'Artagnan
- 1940 : Polyeucte de Corneille : Fabian
- 1940 : Le Cid de Corneille, mise en scène Jacques Copeau : Rodrigue
- 1941 : Noé d'André Obey, mise en scène Pierre Bertin : Cham
- 1941 : André del Sarto d'Alfred de Musset, mise en scène Jean Debucourt : Cordiani
- 1942 : Gringoire de Théodore de Banville, mise en scène Denis d'Inès : Pierre Gringoire
- 1942 : Hamlet de William Shakespeare, mise en scène Charles Granval
- 1942 : La Reine morte d'Henry de Montherlant, mise en scène Pierre Dux : don Pedro
- 1943 : Le Soulier de satin de Paul Claudel : Don Rodrigue
- 1944 : Ruy Blas de Victor Hugo, mise en scène Pierre Dux : Ubilla
- 1944 : Les Fiancés du Havre d'Armand Salacrou : Richard
- 1944 : Le Malade imaginaire de Molière, mise en scène Jean Meyer : Polichinelle
- 1945 : Antoine et Cléopâtre de William Shakespeare : Eros
- 1946 : La Princesse d'Élide de Molière : Moron

- 1946 : Huis clos de Jean-Paul Sartre, théâtre royal des Galeries Bruxelles : Garcin

Théâtre Marigny
- 1946 : Le Cocu magnifique de Fernand Crommelynck : Bruno
- 1946 : Hamlet de William Shakespeare : Hamlet
- 1946 : Baptiste de Jacques Prévert & Joseph Kosma : Baptiste
- 1946 : Les Fausses Confidences de Marivaux : Dubois
- 1946 : Les Nuits de la colère d'Armand Salacrou : Jean
- 1946 : Le Cocu magnifique de Fernand Crommelynck, théâtre des Célestins : Bruno
- 1947 : Les Fausses Confidences de Marivaux, théâtre des Célestins : Dubois
- 1947 : Baptiste de Jacques Prévert & Joseph Kosma, théâtre des Célestins : Baptiste
- 1947 : Le Procès de Franz Kafka, adaptation André Gide : Joseph K
- 1947 : La Fontaine de jouvence de Boris Kochno : Philémon
- 1948 : Occupe-toi d'Amélie de Georges Feydeau : Mouilletu
- 1948 : L'État de siège d'Albert Camus : Diego
- 1948 : Partage de midi de Paul Claudel : Mesa
- 1949 : Les Fourberies de Scapin de Molière, mise en scène Louis Jouvet : Scapin
- 1949 : Partage de midi de Paul Claudel, théâtre des Célestins : Mesa
- 1949 : Le Bossu de Paul Féval et Anicet Bourgeois : Le Régent
- 1950 : Malatesta d'Henry de Montherlant : Malatesta
- 1950 : Les Poèmes que nous aimons, Boubouroche de Georges Courteline, Le Mime du cavalier, Théâtre des Célestins
- 1950 : La Répétition ou l'Amour puni de Jean Anouilh : le Comte Tigre
- 1951 : Bacchus de Jean Cocteau, mise en scène de l'auteur : Cardinal Zampi
- 1951 : Les Fourberies de Scapin de Molière, mise en scène Louis Jouvet, théâtre des Célestins : Scapin
- 1951 : L’Échange de Paul Claudel : Louis Laine
- 1951 : Lazare d'André Obey : Lazare
- 1952 : La Répétition ou l'Amour puni de Jean Anouilh, théâtre des Célestins : le Comte Tigre
- 1952 : Bacchus de Jean Cocteau, mise en scène de l'auteur, théâtre des Célestins : Cardinal Zampi
- 1952 : L’Échange de Paul Claudel, théâtre des Célestins : Louis Laine
- 1952 : Occupe-toi d'Amélie de Georges Feydeau, Ziegfeld Theatre (New York) : Mouilletu
- 1953 : Occupe-toi d'Amélie de Georges Feydeau, théâtre des Célestins : Mouilletu
- 1953 : Pour Lucrèce de Jean Giraudoux : le Procureur Lionel Blanchard
- 1954 : La Cerisaie d'Anton Tchekhov : Trofimov
- 1954 : La Soirée des proverbes de Georges Schehadé : Le Diacre Constantin
- 1955 : Bérénice de Racine, Antiochus
- 1955 : Volpone de Jules Romains et Stefan Zweig d’après Ben Jonson : Corbaccio
- 1955 : Intermezzo de Jean Giraudoux : Le Spectre
- 1955 : L'Orestie d'Eschyle, Festival de Bordeaux, théâtre Marigny
- 1955 : Le Chien du jardinier de Georges Neveux d'après Felix Lope de Vega : Théodore
- 1955 : Les Suites d'une course de Jules Supervielle : Baptiste
- 1956 : Le Misanthrope de Molière, théâtre des Célestins : Alceste
- 1956 : Le Chien du jardinier de Georges Neveux d'après Felix Lope de Vega, théâtre des Célestins : Théodore
- 1956 : Le Personnage combattant de Jean Vauthier
- 1956 : Histoire de Vasco de Georges Schehadé, théâtre des Célestins : César

Théâtre Sarah-Bernhardt
- 1957 : Partage de midi de Paul Claudel : Mesa
- 1957 : Histoire de Vasco de Georges Schehadé : César
- 1957 : Le Château de Franz Kafka : Joseph K
- 1957 : Madame Sans-Gêne de Victorien Sardou, mise en scène Pierre Dux : Joseph Fouché

- Tournée aux États-Unis et Canada

Théâtre du Palais-Royal
- 1958 : Le Soulier de satin de Paul Claudel, théâtre du Palais-Royal
- 1959 : La Vie parisienne de Jacques Offenbach, théâtre du Palais-Royal

Odéon-Théâtre de France
- 1959 : Tête d'or de Paul Claudel
- 1959 : La Petite Molière de Jean Anouilh, Grand théâtre de Bordeaux
- 1959 : Les Fausses Confidences de Marivaux : Dubois
- 1959 : Baptiste pantomime-ballet de Jacques Prévert d'après Les Enfants du paradis, chorégraphie Jean-Louis Barrault, Odéon-Théâtre de France : Baptiste
- 1960 : Rhinocéros d'Eugène Ionesco : Bérenger
- 1960 : La Cerisaie d'Anton Tchekhov : Trofimov
- 1960 : Jules César de William Shakespeare : Cassius
- 1960 : Occupe-toi d'Amélie de Georges Feydeau : Mouilletu
- 1961 : Le Viol de Lucrèce d'André Obey
- 1961 : Le Voyage de Georges Schehadé
- 1961 : Partage de midi de Paul Claudel : Mesa
- 1962 : L'Orestie d'Eschyle : Le Coryphée
- 1962 : Hamlet de William Shakespeare: Hamlet
- 1963 : Les Fourberies de Scapin de Molière, mise en scène Louis Jouvet
- 1963 : Divines Paroles d'après Ramón María del Valle-Inclán, mise en scène Roger Blin : Lucero, alias Septimo Miaou
- 1963 : Le Marchand de Venise de William Shakespeare, mise en scène Marguerite Jamois : Shylock
- 1963 : Oh les beaux jours de Samuel Beckett, mise en scène Roger Blin : Willie
- 1963 : Le Piéton de l'air d'Eugène Ionesco : Bérenger
- 1964 : Comme il vous plaira de William Shakespeare, mise en scène Jean-Pierre Granval
- 1964 : Hamlet de William Shakespeare : Hamlet
- 1965 : Oh les beaux jours de Samuel Beckett, mise en scène Roger Blin, théâtre des Célestins : Willie
- 1965 : : Numance de Cervantes : Marquino
- 1965 : Hommes et pierres de Jean-Pierre Faye, mise en scène Roger Blin : Vaïna
- 1966 : Partage de midi de Paul Claudel : Mesa
- 1966 : Spectacle Beckett-Ionesco-Pinget (dont Délire à deux et La Lacune d'Eugène Ionesco)
- 1966 : Les Paravents de Jean Genet, mise en scène Roger Blin : Si Slimane
- 1967 : La Tentation de saint Antoine d'après Gustave Flaubert, mise en scène Maurice Béjart

- 1967 : Henry VI de William Shakespeare, théâtre de la Porte-Saint-Martin : le Cardinal de Winchester
- 1971 : Le Personnage combattant de Jean Vauthier, mise en scène avec Roger Blin, théâtre Récamier : Le Personnage
- 1974 : Le Suicidaire de Nikolaï Erdman, mise en scène Jean-Pierre Granval, théâtre Récamier
- 1974 : Ainsi parlait Zarathoustra de Friedrich Nietzsche, théâtre d'Orsay : Zarathoustra
- 1974 : Oh les beaux jours de Samuel Beckett, mise en scène Roger Blin, théâtre d'Orsay : Willie
- 1975 : Christophe Colomb de Paul Claudel, théâtre d'Orsay : Christophe Colomb
- 1975 : Les Nuits de Paris de Restif de la Bretonne : Restif de la Bretonne
- 1978 : Zadig ou la destinée de Georges Coulonges, d'après Voltaire, théâtre d'Orsay : L'Hermite
- 1979 : Zadig ou la destinée de Georges Coulonges, d'après Voltaire, théâtre d'Orsay
- 1984 : Angelo, tyran de Padoue de Victor Hugo, théâtre Renaud-Barrault
- 1985 : Le Langage du corps de Jean-Louis Barrault, théâtre Renaud-Barrault
- 1985 : Le Cid de Corneille, mise en scène Francis Huster, théâtre Renaud-Barrault : le roi Don Fernand
- 1985 : Les Oiseaux d'Aristophane, théâtre Renaud-Barrault : Pisétaire
- 1986 : Catastrophe  et Impromptu d'Ohio de Samuel Beckett, mise en scène Pierre Chabert, théâtre Renaud-Barrault
- 1986 : Théâtre de foire d'après Alain-René Lesage et d'Orneval, théâtre Renaud-Barrault  : Scaramouche
- 1987 : La Vie offerte de Jean-Louis Barrault et Madeleine Renaud, théâtre Renaud-Barrault

Élysée Montmartre
- 1970 : Jarry sur la butte d'après les œuvres complètes d'Alfred Jarry, mise en scène Jean-Louis Barrault

## Théâtre: metteur en scène
- 1935 : Autour d'une mère d'après le roman de William Faulkner Tandis que j'agonise, adaptation et mise en scène, théâtre de l'Atelier
- 1936 : Le Tableau des merveilles d'après Cervantes, adaptation et mise en scène, dernier spectacle du Groupe octobre, Grenier des Grands-Augustins
- 1937 : Numance de Cervantes, adaptation et mise en scène, théâtre Antoine
- 1939 : La Faim d'après Knut Hamsun, adaptation et mise en scène, théâtre de l'Atelier

### Comédie-Française(1940-1946)
- 1941 : Les Huit Cents Mètres  d’André Obey, stade Roland-Garros
- 1941 : Les Suppliantes d'Eschyle, stade Roland-Garros
- 1942 : Phèdre de Racine
- 1943 : Le Soulier de satin de Paul Claudel
- 1945 : Les Mal-aimés de François Mauriac
- 1945 : Antoine et Cléopâtre de William Shakespeare, traduction André Gide

- 1972 : Le Bourgeois gentilhomme de Molière, avec la chorégraphie du divertissement par Claude Bessy

### Théâtre Marigny(1946-1956)
- 1946 : Le Cocu magnifique de Fernand Crommelynck
- 1946 : Hamlet de William Shakespeare, traduction André Gide
- 1946 : Les Fausses Confidences de Marivaux
- 1946 : Baptiste de Jacques Prévert & Joseph Kosma
- 1946 : Les Nuits de la colère d'Armand Salacrou
- 1947 : Le Procès de Franz Kafka, adaptation André Gide
- 1947 : La Fontaine de jouvence de Boris Kochno
- 1947 : Amphitryon de Molière
- 1948 : L'État de siège d'Albert Camus
- 1948 : Partage de midi de Paul Claudel
- 1948 : Occupe-toi d'Amélie de Georges Feydeau
- 1949 : La Seconde Surprise de l'amour de Marivaux
- 1949 : Le Bossu de Paul Féval
- 1949 : Elisabeth d’Angleterre de Ferdinand Bruckner
- 1949 : On purge bébé de Georges Feydeau
- 1950 : Malborough s'en va-t-en guerre de Marcel Achard
- 1950 : La Répétition ou l'Amour puni de Jean Anouilh
- 1950 : Malatesta d'Henry de Montherlant
- 1951 : On ne badine pas avec l'amour d'Alfred de Musset
- 1951 : Lazare d'André Obey
- 1951 : L’Échange de Paul Claudel
- 1951 : Connaissance de Paul Claudel : textes, poèmes
- 1953 : Le Livre de Christophe Colomb de Paul Claudel
- 1953 : Pour Lucrèce de Jean Giraudoux
- 1954 : La Cerisaie d'Anton Tchekhov
- 1954 : Le Misanthrope de Molière
- 1954 : La Soirée des proverbes de Georges Schehadé, Petit Marigny
- 1955 : Bérénice de Racine
- 1955 : Volpone de Jules Romains et Stefan Zweig d’après Ben Jonson
- 1955 : Intermezzo de Jean Giraudoux
- 1955 : L'Orestie d'Eschyle
- 1955 : Le Chien du jardinier de Georges Neveux d'après Felix Lope de Vega
- 1955 : Les Suites d'une course de Jules Supervielle
- 1956 : Le Personnage combattant de Jean Vauthier

### Étranger, festivals
- 1946 : Huis clos de Jean-Paul Sartre, théâtre royal des Galeries Bruxelles
- 1950 : Les Mains sales de Jean-Paul Sartre, Rio de Janeiro
- 1952 : Occupe-toi d'Amélie de Georges Feydeau, Ziegfeld Theatre (New York)
- 1953 : Le Livre de Christophe Colomb de Paul Claudel, Bordeaux
- 1957 : Amphitryon de Molière, Festival de Bellac
- 1957 : Intermezzo de Jean Giraudoux, Festival de Bellac
- 1957 : Le Château de Franz Kafka
- 1958 : L'Otage de Paul Claudel
- 1958 : Duel of angels de Jean Giraudoux, traduction Christopher Fry, Londres
- 1965 : Numance de Cervantes adaptation de Jean Cau au théâtre antique d'Orange

### Théâtre Sarah-Bernhardt(1957)
- 1957 : Histoire de Vasco de Georges Schehadé
- 1957 : Le Château de Franz Kafka

### Théâtre du Palais-Royal(1958-1959)
- 1958 : La Vie parisienne de Jacques Offenbach, livret d'Henri Meilhac et Ludovic Halévy
- 1958 : Le Soulier de satin de Paul Claudel
- 1959 : Le Tir Clara de Jean-Louis Roncoroni

### Odéon-Théâtre de France(1959-1968)
Saison 1959-1960
- 1959 : Tête d'or de Paul Claudel
- 1959 : La Petite Molière de Jean Anouilh, Grand théâtre de Bordeaux
- 1959 : Les Fausses Confidences de Marivaux
- 1959 : Baptiste pantomime-ballet de Jacques Prévert d'après Les Enfants du paradis
- 1960 : Rhinocéros d'Eugène Ionesco
- 1960 : La Cerisaie d'Anton Tchekhov

Saison 1960-1961
- 1960 : Christophe Colomb de Paul Claudel
- 1960 : Jules César de William Shakespeare
- 1960 : Occupe-toi d'Amélie de Georges Feydeau
- 1961 : Le Viol de Lucrèce d'André Obey
- 1961 : Mais n'te promène donc pas toute nue ! de Georges Feydeau
- 1961 : Les Fausses Confidences de Marivaux
- 1961 : Le Voyage de Georges Schehadé

Saison 1961-1962
- 1961 : Partage de midi de Paul Claudel
- 1961 : Le Procès de Franz Kafka
- 1961 : Amphitryon de Molière
- 1961 : Judith de Jean Giraudoux
- 1962 : L'Orestie d'Eschyle
- 1962 : Hamlet de William Shakespeare, traduction André Gide
- 1962 : La Révélation de René-Jean Clot

Saison 1962-1963
- 1962 : Hamlet de William Shakespeare, traduction André Gide
- 1962 : Partage de midi de Paul Claudel
- 1962 : La nuit a sa clarté de Christopher Fry
- 1962 : Andromaque de Racine
- 1962 : La Vie parisienne de Jacques Offenbach, livret d'Henri Meilhac et Ludovic Halévy
- 1963 : Le Piéton de l'air d'Eugène Ionesco

Saison 1963-1964
- 1963 : La Vie parisienne de Jacques Offenbach, livret d'Henri Meilhac et Ludovic Halévy
- 1963 : Le Soulier de satin de Paul Claudel

Saison 1964-1965
- 1964 : Le Soulier de satin de Paul Claudel
- 1964 : Hamlet de William Shakespeare, traduction André Gide
- 1964 : Il faut passer par les nuages de François Billetdoux
- 1964 : Le Mariage de Figaro de Beaumarchais

Saison 1965-1966
- 1965 : Numance de Cervantes, adaptation de Jean Cau
- 1965 : Des journées entières dans les arbres de Marguerite Duras
- 1965 : La Vie parisienne de Jacques Offenbach, livret d'Henri Meilhac et Ludovic Halévy
- 1966 : Le Mariage de Figaro de Pierre-Augustin Caron de Beaumarchais
- 1966 : Partage de midi de Paul Claudel
- 1966 : Spectacle Beckett-Ionesco-Pinget : Va et vient et Comédie de Samuel Beckett, Délire à deux et La Lacune d'Eugène Ionesco, L'Hypothèse de Robert Pinget

Saison 1966-1967
- 1966 : Partage de midi de Paul Claudel
- 1966 : Spectacle Beckett-Ionesco-Pinget : Va et vient et Comédie de Samuel Beckett, Délire à deux et La Lacune d'Eugène Ionesco, L'Hypothèse de Robert Pinget
- 1966 : Rhinocéros d'Eugène Ionesco
- 1966 : Henri VI de William Shakespeare
- 1967 : Le Silence et Le Mensonge de Nathalie Sarraute, Petit-Odéon

Saison 1967-1968
- 1967 : Saint-Exupéry d'après ses œuvres
- 1967 : Le Silence et Le Mensonge de Nathalie Sarraute, Petit-Odéon
- 1967 : Delicate Balance d'Edward Albee
- 1968 : Tête d'or de Paul Claudel
- 1963 : Wozzeck d'Alban Berg, direction Pierre Boulez, Opéra Garnier
- 1967 : Henry VI de William Shakespeare, théâtre de la Porte-Saint-Martin

### Élysée Montmartre
- 1968 : Rabelais, musique de

Michel Polnareff, orchestrations :  Jean Claudric.
- 1970 :  Jarry sur la butte d'après les œuvres complètes d'Alfred Jarry
- 1971 : Le Personnage combattant de Jean Vauthier, mise en scène avec Roger Blin, théâtre Récamier
- 1973 : Le Bourgeois gentilhomme de Molière, Comédie-Française
- 1973 : Harold et Maude de Colin Higgins, théâtre Récamier

### Théâtre d'Orsay(1972-1981)
- 1972 : Quatrième Journée du Soulier de Satin ou Sous le vent des îles Baléares de Paul Claudel
- 1974 : Isabella Morra d'André Pieyre de Mandiargues
- 1974 : Ainsi parlait Zarathoustra de Friedrich Nietzsche
- 1975 : Christophe Colomb de Paul Claudel
- 1975 : Les Nuits de Paris de Restif de la Bretonne
- 1978 : Zadig de Georges Coulonges d'après le conte de Voltaire[19]
- 1979 : Zadig de Georges Coulonges, deuxième saison
- 1979 : Diderot à corps perdu

### Théâtre Renaud-Barrault(1981-1991)
- 1981 : L'Amour de l'amour d'après des textes d'Apulée, La Fontaine, Molière
- 1982 : Les Strauss de Georges Coulonges
- 1982 : Antigone, toujours adaptation Pierre Bourgeade d'après Sophocle
- 1983 : L'Âme et la danse de Paul Valéry
- 1984 : Angelo, tyran de Padoue de Victor Hugo
- 1985 : Le Langage du corps de Jean-Louis Barrault
- 1985 : Les Oiseaux d'Aristophane
- 1986 : Théâtre de foire d'après Alain-René Lesage et d'Orneval
- 1987 : La Vie offerte de Jean-Louis Barrault et Madeleine Renaud

## Publications
- Réflexions sur le théâtre, J. Vautrain éditeur, 1949
- A propos de Shakespeare et du théâtre, Éditions de la Parade, 1949
- Phèdre, mise en scène et commentaires, Éditions du Seuil, 1946
- Journal de bord : Japon, Israël, Grèce, Yougoslavie, R. Julliard, 1961
- Le Phénomène théâtral, Clarendon press, 1961
- Je suis un homme de théâtre, Éditions du Conquistador, 1955
- Nouvelles réflexions sur le théâtre, préface d'Armand Salacrou, Flammarion, 1959
- Souvenirs pour demain, Éditions du Seuil, 1972
- Correspondance Paul Claudel - Jean-Louis Barrault, Gallimard, 1974
- Comme je le pense, Gallimard, 1975
- Saisir le présent, avec la collaboration de Madeleine Renaud, Robert Laffont, 1984

## Filmographie

### Cinéma
- 1935 : Les Beaux Jours de Marc Allégret : René
- 1936 : Hélène de Jean Benoît-Lévy et Marie Epstein : Pierre Régnier
- 1936 : Sous les yeux d'occident de Marc Allégret : Haldin
- 1936 : Mayerling d'Anatole Litvak : Un étudiant
- 1936 : Mademoiselle docteur ou Salonique, nid d'espions de Georg Wilhelm Pabst : Le client fou
- 1936 : Un grand amour de Beethoven d'Abel Gance : Karl van Beethoven
- 1936 : Jenny de Marcel Carné : le Dromadaire
- 1936 : À nous deux, madame la vie de Yves Mirande et René Guissart : Paul
- 1937 : Drôle de drame  de Marcel Carné : William Kramps, dit : Le tueur de bouchers
- 1937 : Police mondaine de Christian Chamborant et Michel Bernheim : Scoppa
- 1937 : Le Puritain de Jeff Musso : Francis Fériter
- 1937 : Les Perles de la couronne de Sacha Guitry et Christian-Jaque : Bonaparte jeune
- 1937 : Altitude 3 200 de Jean Benoît-Lévy et Marie Epstein : Armand
- 1938 : Mirages ou Si tu m'aimes d'Alexandre Ryder : Pierre Bonvais
- 1938 : Orage de Marc Allégret : L'Africain
- 1938 : La Piste du sud de Pierre Billon : Olcott
- 1939 : L'Or dans la montagne de Max Haufler : Maurice Farinet
- 1941 : Le Destin fabuleux de Désirée Clary  de Sacha Guitry : Napoléon Bonaparte
- 1941 : Parade en sept nuits de Marc Allégret : Lucien
- 1941 : Montmartre-sur-Seine de Georges Lacombe : Michel
- 1942 : La Symphonie fantastique de Christian-Jaque : Hector Berlioz
- 1942 : L'Ange de la nuit de André Berthomieu
- 1942 : Étoiles de demain - court métrage documentaire de René Guy-Grand : lui-même
- 1945 : Les Enfants du paradis de Marcel Carné : Baptiste Deburau dans les deux époques : Le Boulevard du crime et L'Homme blanc
- 1945 : La Part de l'ombre de Jean Delannoy : Michel Kremer
- 1945 : Lettre de Paris court métrage documentaire de Roger Leenhardt : lui-même
- 1946 : Le Cocu magnifique de Émile-Georges De Meyst : Bruno
- 1947 : La Rose et le Réséda court métrage d'André Michel : récitant
- 1948 : D'homme à hommes de Christian-Jaque : Henri Dunant
- 1950 : Vagabonds imaginaires, court métrage d'Alfred Chaumel, avec Roger Blin et Charles Dullin ; Barrault dit Le Bateau ivre[20]
- 1950 : La Ronde de Max Ophüls : Robert Kuhlenkampf le poète
- 1950 : Traité de bave et d'éternité - Film expérimental à partir d'archives d'Isidore Isou + des images tournées avec Daniel Gélin : lui-même
- 1952 : Avec André Gide - Documentaire de Marc Allégret : lui-même
- 1954 : Si Versailles m'était conté... de Sacha Guitry : Fénelon
- 1958 : Musée Grévin  - Court métrage, documentaire (21 min) de Jacques Demy : lui-même
- 1959 : Le Testament du docteur Cordelier de Jean Renoir : le docteur Cordelier / Opale
- 1960 : Le Dialogue des carmélites de Philippe Agostini : le mime
- 1960 : La belle saison est proche - court métrage documentaire (20 min) de Jean Barral : lui-même
- 1961 : Le Miracle des loups d'André Hunebelle : Louis XI
- 1962 : Le Bonheur d'être aimée court métrage d'Henri Storck
- 1962 : Le Jour le plus long (The Longest Day) de Ken Annakin : le père Roulland
- 1964 : La Grande Frousse de Jean-Pierre Mocky : Douve, employé de mairie
- 1966 : Chappaqua de Conrad Rooks : Dr. Benoit
- 1977 : Jacques Prévert - Documentaire de Jean Desvilles : Témoignage
- 1978 :   Hommage à Charlie Chaplin - Documentaire de Moïse Maatouk : Récitant ( texte de Jean Cocteau )
- 1980 : The Lovers' Exile de Marty Gross : Introducer (for television)
- 1981 : Jean-Louis Barrault: Le langage du corps - court métrage documentaire de Muriel Balasch : Lui-même
- 1982 : La Nuit de Varennes d'Ettore Scola : Nicolas Edme Restif de La Bretonne
- 1983 : Jean-Louis Barrault, un homme de théâtre - court métrage documentaire de Muriel Balasch : Lui-même
- 1985 : Marcel Carné, l'homme à la caméra - Documentaire de Christian-Jaque : Récitant
- 1988 : La Lumière du lac de Francesca Comencini : le vieux

### Télévision
- 1958 : La Répétition ou l'Amour puni de Jean Anouilh, réalisation Jean-Paul Carrère : Le comte
- 1964 : La Confidence fausse de Marivaux, réalisation Jacques-Gérard Cornu : Dubois
- 1967 : La Route d'un homme court métrage de Georges Hacquard : Récitant
- 1972 : Dans le jardin de Franc-Nohain d'Alain Frey : lui-même
- 1976 : Christophe Colomb de Paul Claudel, réalisation Jean-Paul Carrère : Christophe Colomb
- 1981 : Zadig ou la destinée de Voltaire, réalisation Jean-Paul Carrère : L'hermite
- 1982 : Le Soulier de satin de Paul Claudel, réalisation Alexandre Tarta : L'annoncier
- 1985 : Hommage à Charles Dullin de Georges Paumier : lui-même

## Hommages

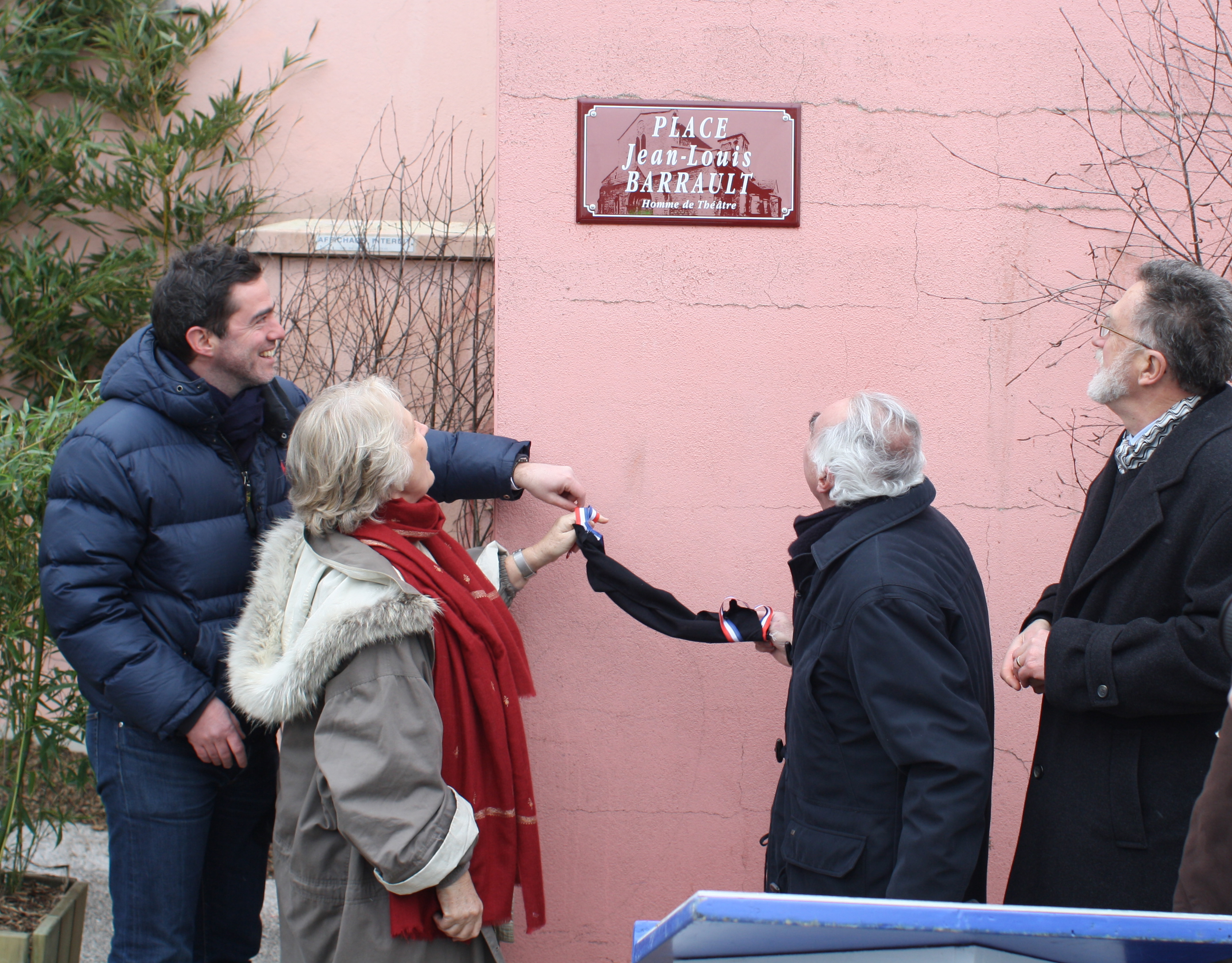
Inauguration de la place Jean-Louis Barrault à Tournus, le 17 janvier 2013, en présence de Marie-Christine Barrault, Julien Barrault, Alain Barrault et M. le maire.

Le 24 juin 1994, la ville d'Avignon renomme l'une de ses bibliothèques, par délibération du conseil municipal, au nom de l'homme de théâtre et de cinéma décédé cette année-là.
En 1994, lors de l’extension du théâtre d’Orléans, une des deux nouvelles salles, dotée de 604 places, est baptisée du nom de l’homme de théâtre
En 2013, la ville de Tournus, à laquelle la famille Barrault est liée depuis le XVIIIe siècle, a inauguré le 17 janvier une place Jean-Louis Barrault, en présence de la nièce de l'acteur, Marie-Christine Barrault, et des frères et neveux de celle-ci.

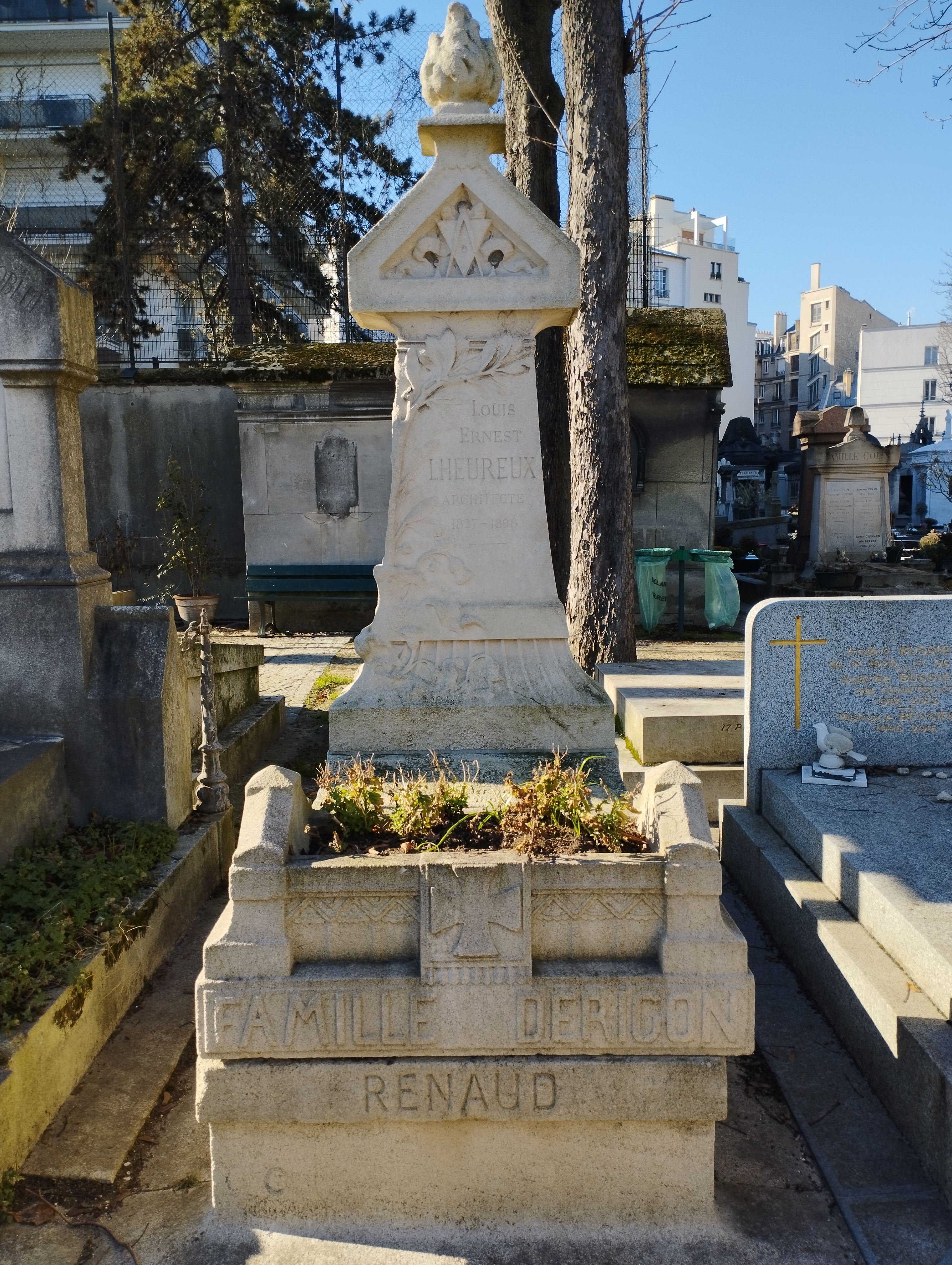
Tombe de Jean-Louis Barrault et Madeleine Renaud au cimetière de Passy (division 3).

En novembre 2014, se tient le Mémorandum Théâtral en hommage à Jean-Louis Barrault au théâtre Le Proscenium (Paris 11°), écrit et interprété par Marie Den Baës.

## Distinctions

### Décoration
- Officier de l'ordre des Arts et des Lettres (1957)

Jean-Louis Barrault et Madeleine Renaud-Barrault furent tous deux nommés directement officiers, lors de la toute première promotion de l'ordre le 24 septembre 1957.

### Prix
- 1979 : Prix Plaisir du théâtre

## Dans la fiction
- Dans le téléfilm Arletty, une passion coupable (2015) d'Arnaud Sélignac, il est joué par Xavier Lafitte.